# Jane Wymark
Jane Wymark (n. 31 octombrie 1952, Londra) este o actriță britanică.

## Date biografice
Jane Wymark este fiica actorului Patrick Wymark. Ea a jucat diferite roluri în nenumărate seriale britanice ca de exemplu în filmul polițist Lovejoy care a fost inspirat de romanele lui John Grant. Peste hotare ea devine cunoscută prin rolul jucat în serialul  Inspector Barnaby (Midsomer Murders).

## Filmografie
- Midsomer Murders (Joyce Barnaby, 66 episoade, 1997-2008)
- Sinchronicity (Wendy, 1 episod, 2006)
- Dangerfield (Maude Wilson, 1 episod, 1998)
- Underworld (Mrs. Arnott, 1 episod, 1997)
- A Touch of Frost (Fiona Barr, 1 episod, 1997)
- Pie in the Sky (Emma Bishop, 2 episoade, 1996)
- No Bananas (TV mini-series, ATS officer, 1996)
- Giving Tongue (TV, Forest of Dean, 1996)
- All Men Are Mortal (Gertrude, 1995)
- A Landing on the Sun (TV, Anne, 1994)
- Lovejoy (Lucy Welland-Smythe, 1 episod, 1993)
- Safe (TV, Casualty Doctor, 1993)
- Maigret (Madame Gaudry, 1 episod, 1993)
- Drop the Dead Donkey (Belinda, 1 episod, 1993)
- Between the Lines (News Editor, 1 episod, 1992)
- A Fatal Inversion (TV, Meg Chipstead, 1992)
- Chalkface (7 episoade, 1991)
- The Sidmouth Letters (TV, 1982)
- BBC2 Playhouse (Cass Rudolf, 1 episod, 1980)
- Poldark (Morwenna Chynoweth, 3 episoade, 1977)
- ITV Playhouse (1 episod, 1977)
- Rob Roy (TV, Diana, 1977)
- Beasts (Jo Gilkes, 1 episod, 1976)
- Shadows (Julia, 1 episod, 1975)